# Bloody Bloody Andrew Jackson
Bloody Bloody Andrew Jackson est une comédie musicale rock, satirique et historique dont la musique et les paroles ont été écrites par Michael Friedman et dont le livret a été écrit par Alex Timbers, aussi le metteur en scène du spectacle.
Le spectacle relate la fondation du Parti démocrate aux États-Unis. Il présente Andrew Jackson, le septième président des États-Unis, comme une rock star emo et se concentre sur des éléments marquants de sa vie comme la montée du populisme, l'Indian Removal Act et sa relation avec sa femme Rachel.

## Synopsis
Le spectacle débute avec les acteurs, habillés en cow-boys et prostituées américaines du XIXe siècle, Andrew Jackson à leur tête. Ils expriment leur envie de dépouiller les anglais, les espagnols, les français et surtout, les amérindiens, de leurs terres en Amérique du Nord. Ils représentent le peuple souhaitant reprendre plus de pouvoir politique, loin de l'élite (« Populism, Yea Yea »). Après ce numéro d'ouverture, le personnage du conteur est introduit, un.e historien.ne qui relate les faits, évènements notables, et conséquences de la vie d'Andrew Jackson.
L'histoire débute avec l'enfance de Jackson dans les collines du Tennessee à la fin du XVIIIe siècle. Sa famille et le cordonnier local meurent du choléra et d'une attaque des amérindiens. Maintenant orphelin et en colère contre les amérindiens, Jackson rejoint l'armée, où il est emprisonné par les Britanniques. Jackson exprime sa rage envers le gouvernement américain et son manque d'implication auprès des habitants de la frontière et son souhait de voir quelqu'un se révolter. (« I'm Not That Guy »).
Jackson, maintenant jeune adulte, se vante auprès des habitués des tavernes locales de sa brève rencontre avec George Washington. Ils sont attaqués par plusieurs espagnols. Jackson se bat contre eux et en ressort victorieux, mais se blesse. Une femme nommée Rachel l'aide à panser ses blessures. Ils se rapprochent quand ils découvrent leur habitude commune d'automutilation, dans une chanson jouant sur la glorification fréquente de la douleur dans la musique emo, et font référence à Illness as Metaphor (aussi le titre de la chanson) de Susan Sontag comme moyen de justifier leurs fantasmes. Jackson et Rachel finissent par se marier, bien que Rachel ne soit pas encore divorcée de son mari actuel. À la fin de la chanson, on apprend que les forces britanniques, indiennes et espagnoles progressent sur le territoire américain. Le gouvernement ne réagit pas aux attaques, ce qui pousse Jackson à enfin prendre les choses en main par lui-même. Il tire une balle dans le cou du conteur en disant qu'il prendra le relais à partir de là ("I'm So That Guy").
Jackson monte une milice pour éliminer les tribus amérindiennes du sud-est, à la fois par la force et par la négociation (« Ten Little Indians »). Après une bataille qui élimine bon nombres d'amérindiens, il adopte un jeune enfant amérindien nommé Lyncoya. John Quincy Adams, Henry Clay, John Calhoun et Martin Van Buren sont ensuite introduits dans le tableau suivant, alors qu'ils expriment leur inquiétude face à l'expansion territoriale non autorisée dirigée par Jackson. Jackson repousse leurs supplications, expliquant comment il a chassé les français et les espagnols et a réussi à acquérir plus de terres que Thomas Jefferson.
La bataille de la Nouvelle-Orléans transforme Jackson en héros national. Il devient gouverneur de Floride et décide de se présenter aux élections présidentielles des États-Unis en 1824. Bien qu'il reçoive le plus de votes populaires et électoraux, il ne dispose pas de la majorité, ce qui entraîne sa défaite lors des prochaines élections contingentes à la Chambre des représentants. (« The Corrupt Bargain »). Jackson passe les quatre années qui suivent sa défaite aux élections dans sa maison, l'Hermitage . Au retour de son exil politique, il fonde le Parti Démocrate. Lors de l'élection présidentielle de 1828, Andrew Jackson se présente de nouveau aux élections à la surprise générale, allant contre le souhait de Rachel. Il se moque des anciens et nouveaux candidats et de leur inaptitude à gérer la pression du monde de la politique (« Rock Star »). Cependant, sa campagne est éprouvante, tant pour lui que pour sa famille qui doivent gérer le fait de devenir une personnalité publique. Rachel déplore la perte de sa vie privée et a l'impression d'avoir fait plus de compromis que lui dans leur relation. Elle se questionne sur l'amour que Jackson lui porte et si cet amour est plus fort que celui qu'il voue au peuple américain (« The Great Compromise »).
Quelques jours avant les élections, une commission sénatoriale dirigée par Clay enquête sur Jackson et lance des accusations à son encontre, notamment celle de bigamie contre Rachel, toujours mariée à son ancien compagnon. Jackson remporte malgré tout les élections et devient le 7e président des États-Unis. Cependant, les accusations de ses rivaux ainsi que le stress des élections causent le décès de Rachel. Jackson, dévasté, promet de reprendre le pays en main en l'honneur de Rachel (« Public Life »).
Une fois au pouvoir, Jackson est confronté à une multitude de problèmes, dont le pouvoir grandissant de la Banque nationale et la question de la relocalisation des amérindiens. En tant que « président du peuple », Jackson organise un référendum pour prendre toute décision exécutive. Cela suscite la colère du Congrès et de la Cour suprême. En réponse, Jackson consolide le pouvoir exécutif, rendant ainsi la présidence plus puissante que le Congrès et les tribunaux. Sa façon de gouverner novatrice, incluant l'opinion du peuple a au départ beaucoup de succès auprès du citoyen moyen. Cependant, à mesure que les problèmes s’aggravent, l'opinion du peuple change. Ils sont vite confrontés à des décisions moralement plus difficiles sur lesquelles ils ne veulent pas prendre parti (« Crisis Averted »).
Alors que le peuple américain se retourne peu à peu contre lui, Jackson fait le point sur tout ce qu’il a perdu et sacrifié: sa famille, sa femme et maintenant l’adulation du peuple américain. Il décide que les conséquences des décisions difficiles à prendre seront sa responsabilité à lui seul. Il décide notamment du sort des amérindiens et des lois qui les impactent. (« The Saddest Song »). Il convoque Black Fox, un chef amérindien ayant rassemblé les tribus restantes en une confédération contre les colons du Tennessee, afin de conclure un dernier accord avec les amérindiens vivant encore sur les territoires américains. Jackson implore Black Fox de déplacer pacifiquement son peuple à l'ouest du fleuve Mississippi. Black Fox demande du temps pour consulter sa tribu, mais Jackson refuse d'attendre et s'emporte, décrétant que les troupes fédérales déplaceront de force les Indiens vers l'ouest. L'exode entraîne des milliers de morts le long de la tristement célèbre Piste des larmes.
À la suite de cela, la comédie musicale revient sur l'impact que Jackson a eu sur l'histoire des États-Unis et sur les opinions divergentes à son sujet. Certains pensent qu'il était l'un des plus grands présidents américains, tandis que d'autres le considèrent comme un « Hitler américain » qui s'est délibérément engagé dans un génocide contre le peuple amérindien. La scène finale montre Jackson recevant un doctorat honorifique à Harvard. Il réfléchit à ce qu'il a accompli au cours de sa vie et aux décisions difficiles et controversées qu'il a eu à prendre. Le spectacle offre ensuite une vision plus moderne de l'héritage accablant de Jackson et de la culpabilité collective de la société américaine dans la formation d'un nouveau pays aux dépens de la population indigène (« Second Nature »).
Pour le dernier numéro, la troupe se rassemble pour chanter « The Hunters of Kentucky ».

## Historique de la production

### Première mondiale
Développé par la compagnie de théâtre expérimentale new-yorkaise Les Frères Corbusier, Bloody Bloody Andrew Jackson a fait l'objet de workshops en août 2006 au Williamstown Theatre Festival et en mai 2007 aux New 42nd Street Studios, à New York. La première représentation a eu lieu en janvier 2008 à Culver City, en Californie, au Kirk Douglas Theatre, produit par le Center Theatre Group . La distribution comprenait Sebastian Arcelus, Stephanie D'Abruzzo, Kevin Del Aguila, Darren Goldstein, Greg Hildreth, Jeff Hiller, Adam O'Byrne, Maria Elena Ramirez, Kate Roberts, Jeanine Serralles, Ben Steinfeld, Robbie Sublett, Ian Unterman et Ben Walker. Robert Brill était le scénographe, Jeff Croiter le concepteur éclairagiste, Emily Rebholz la costumière, Bart Fasbender le concepteur son et Jacob Pinholster le concepteur vidéo. Kelly Devine était la chorégraphe et Gabriel Kahane le directeur musical,.

### Première à New York
Bloody Bloody Andrew Jackson joue pour la première fois Off-Broadway en mai 2009 au Public Theater de New York en version concert, et a ensuite joué du 23 mars (avant-premières) au 27 juin 2010. Le casting comprenait River Alexander, David Axelrod, James Barry, Darren Goldstein, Greg Hildreth, Jeff Hiller, Lisa Joyce, Lucas Near-Verbrugghe, Bryce Pinkham, Maria Elena Ramirez, Kate Roberts, Ben Steinfeld, Ben Walker, Matthew Rocheleau et Colleen Werthmann. La scénographie a été réalisée par Donyale Werle, l'éclairage par Justin Townsend, les costumes par Emily Rebholz et le son par Bart Fasbender. Danny Mefford était le chorégraphe et Justin Levine était le directeur musical,,.

### Première à Broadway
Le spectacle a joué pour la première fois à Broadway au Bernard B. Jacobs Theatre, avec une avant-première commençant le 21 septembre 2010 et la première représentation le 13 octobre 2010. De nombreux acteurs de la production off-Broadway ont repris leurs rôles, notamment Benjamin Walker dans le rôle-titre, Maria Elena Ramirez, Jeff Hiller et Lucas Near-Verbrugghe. Malgré des critiques positives et le buzz initial après les Tony Awards, la dernière performance fut le 2 janvier 2011, après 120 représentations.
Les critiques[Qui ?] ont jugé que le manque de succès du spectacle était lié à la mauvaise conjoncture économique durant sa diffusion, et à son sujet et ses choix de mise en scène peu communs. La pièce, dont la production a coûté 4,5 millions de dollars, « se terminera à perte pour les investisseurs », a déclaré le New York Times, qui l'a décrite comme « une pièce favorite des critiques qui a eu du mal à séduire les amateurs de théâtre ».

### Boston
Sa première production à Boston a eu lieu à la SpeakEasy Stage Company en octobre 2012. Le spectacle a été monté par Paul Melone, la direction musicale assuré par Nicholas James Connell, la chorégraphie par Larry Sousa, la chorégraphie des combats par Angie Jepson, la scénographie par Eric Levenson, la conception des costumes par Elisabetta Polito, la conception des éclairages par Jeff Adelberg, la conception sonore par Eric Norris, la régie par la régisseuse Amy Spalletta et la régisseuse adjointe Katherine Clanton.
La distribution comprenait Brandon Barbosa (Lyncoya), Samil Battenfeld (Lyncoya), Mary Callanan (Conteuse/Ensemble), Gus Curry (Andrew Jackson), Tom Hamlett (John Quincy Adams/Ensemble), Ryan Halsaver (John Calhoun), Amy Jo Jackson (Ensemble), Michael Levesque (Ensemble), Evan Murphy (Ensemble), Josh Pemberton (Martin Van Buren), Diego Klok Perez (Henry Clay/Black Fox/Ensemble), Ben Rosenblatt (James Monroe), Alessandra Vaganek (Rachel Jackson) et Brittany Walters (Ensemble).

### Autres productions
La première production du spectacle après son passage à New York était une représentation non-Equity à l' University School of Nashville en novembre 2011,. La performance a été accueillie avec beaucoup d'enthousiasme par la communauté de Nashville et les partisans de longue date d'Andrew Jackson. La production a été mise en scène par Catherine Coke avec la direction musicale de Ginger Newman et des chorégraphies d'Abigayle Horrell. Le casting comprenait Sam Douglas dans le rôle d'Andrew Jackson et Abigayle Horrell dans le rôle de Rachel Jackson. Forest Miller était le chef d'orchestre.
Le spectacle a été produit par le Know Theatre de Cincinnati en avril 2012, avec The Dukes are Dead comme groupe sur scène pour la musique.
D'autres productions ont vu le jour dans la région de la baie de San Francisco à San Jose, en Californie, à la San Jose Stage Company du 2 juin au 22 juillet 2012, et à San Francisco, en Californie, au San Francisco Playhouse du 8 octobre au 24 novembre 2012.
Bloody Bloody Andrew Jackson, mis en scène par Scott Spence et avec Dan Folino dans le rôle d'Andrew Jackson, a été joué au Beck Center à Lakewood, Ohio, du 25 mai au 22 juillet 2012.
Le spectacle a été joué à Buffalo, New York par l'American Repertory Theater of Western New York du 19 septembre au 12 octobre 2013 pour un total de 12 représentations.
Le spectacle a été joué à ArtsWest à Seattle, Washington, de septembre à octobre 2012.
Une séance de lecture mise en scène du spectacle a été réalisée par la Outré Theatre Company en septembre 2013, mise en scène par Skye Whitcomb.
Bloody Bloody Andrew Jackson joue pour la première fois en Floride centrale au Orlando International Fringe Theatre Festival au printemps 2014. Produit par BTW Productions et mis en scène par Adam Graham avec une chorégraphie de Michelle Alagna et une direction musicale de Brandon Fender, le casting comprenait A. Ross Neal dans le rôle d'Andrew Jackson, Jacqueline Torgas dans le rôle de Rachel Jackson, Anitra Pritchard-Bryant dans le rôle de la conteuse et comprenait également le groupe de musique Hey, Angeline avec Anthony Smith en tant que leader. Bien accueilli par les critiques et le public, le spectacle affiche complet durant toute la durée de sa diffusion.[réf. nécessaire] et a remporté le Critic's Choice Award de la meilleure comédie musicale de 2014.
Une production de Bloody Bloody Andrew Jackson a été montée par l' American Shakespeare Center du 15 juin au 26 novembre 2016.

### Controverse
La représentation originale à New York a été critiquée par la communauté amérindienne et une production à Minneapolis en juin 2014 a fait l'objet de protestations publiques de la part du New Native Theatre.
At the Fountain Theatricals, une organisation étudiante de l'Université de Stanford dédiée à la comédie musicale et à l'éducation aux arts du spectacle, a annulé sa production du spectacle pour son semestre d'automne 2014 en raison de la pression de l'Organisation amérindienne de Stanford. SAIO a exprimé ses inquiétudes concernant l'utilisation de caricatures vu comme offensives de peuples autochtones, même si le spectacle les utilisent de façon satirique.
Le Raleigh Little Theatre a annulé sa production de Bloody Bloody Andrew Jackson en 2015 et l'a remplacée par Hedwig and the Angry Inch, le justifiant par un manque de soutien de la part des membres locaux de la communauté amérindienne.

## Personnages et distribution originale
| Personnage                                                         | Kirk Douglas Theatre | Public Theater Lab Series | Public Theater        | Broadway              |
| Personnage                                                         | 2008                 | 2009                      | 2010                  | 2010                  |
| ------------------------------------------------------------------ | -------------------- | ------------------------- | --------------------- | --------------------- |
| Andrew Jackson                                                     | Benjamin Walker      | Benjamin Walker           | Benjamin Walker       | Benjamin Walker       |
| The Storyteller                                                    | Taylor Wilcox        | Colleen Werthmann         | Colleen Werthmann     | Kristine Nielsen      |
| Elizabeth / Erica                                                  | Diane Davis          | Kate Cullen Roberts       | Kate Cullen Roberts   | Kate Cullen Roberts   |
| Andrew Sr. / Calhoun                                               | Adam O’Byrne         | Darren Goldstein          | Darren Goldstein      | Darren Goldstein      |
| Cobbler / Messenger / John Quincy Adams / Tour Guide / Florida Man | Matthew Rocheleau    | Jeff Hiller               | Jeff Hiller           | Jeff Hiller           |
| Toula / Female Ensemble                                            | Nadia Quinn          | Nadia Quinn               | Nadia Quinn           | Nadia Quinn           |
| Female Soloist / Announcer / Naomi                                 | NC                   | Lisa Joyce                | Emily Young           | Emily Young           |
| Monroe                                                             | Ben Steinfeld        | Ben Steinfeld             | Ben Steinfeld         | Ben Steinfeld         |
| Rachel / Florida Woman                                             | Anjali Bhimani       | Maria Elena Ramirez       | Maria Elena Ramirez   | Maria Elena Ramirez   |
| Black Fox / Clay                                                   | Will Greenberg       | Bryce Pinkham             | Michael Crane         | Bryce Pinkham         |
| Male Soloist / Citizen / Phil                                      | Will Collyer         | James Barry               | James Barry           | James Barry           |
| Red Eagle / University President                                   | Greg Hildreth        | Greg Hildreth             | Greg Hildreth         | Greg Hildreth         |
| Keokuk / Van Buren                                                 | Brian Hostenske      | Lucas Near-Verbrugghe     | Lucas Near-Verbrugghe | Lucas Near-Verbrugghe |
| Lyncoya                                                            | Sebastian Gonzalez   | David Axelrod             | River Alexander       | Cameron Ocasio        |

## Numéros musicaux
- « Populism, Yea, Yea ! » – Compagnie
- « I'm Not That Guy » – Andrew Jackson
- « Illness As Metaphor » – Andrew Jackson, Rachel Jackson, James Monroe & Bandleader
- « I'm So That Guy » – Andrew Jackson & La compagnie
- « Ten Little Indians » – Soliste féminin et Ensemble féminin
- « The Corrupt Bargain » – Ensemble féminin (Toula, Elizabeth et Naomi), John C. Calhoun, John Quincy Adams et Henry Clay
- « Rock Star » – Soliste masculin, Andrew Jackson, Bandleader et La compagnie
- « The Great Compromise » – Rachel Jackson
- « Public Life » – Andrew Jackson & La compagnie
- « Crisis Averted » – Soliste masculin et Bandleader
- « The Saddest Song » – Andrew Jackson & la compagnie
- « Second Nature » – Bandleader
- « The Hunters of Kentucky » – Bandleader, Andrew Jackson & La compagnie

## Réception
Bloody Bloody Andrew Jackson a reçu des critiques plutôt positives à mitigées. Le New York Daily News l'a qualifié de « sacrément divertissant » et Benjamin Walker de « magnétique et énergique », applaudissant le spectacle pour son ton léger et qui ne se prend pas au sérieux.
Terry Teachout du Wall Street Journal l'a évalué ainsi : « D'un point de vue comique, Bloody Bloody Andrew Jackson est un spectacle qui répète la même blague et qui obtient les trois quarts de ses rires du fait que des personnages du XIXe siècle utilisent l'argot du XXIe siècle. D'un point de vue politique, ce n'est guère plus qu'un mélange ultra-prévisible de Howard Zinn et de Danse avec les loups (les Blancs sont mauvais, les Rouges sont bons)... Les chansons originales de Michael Friedman, tranchantes et dominées par les guitares, est cependant une autre histoire. Ses compositions sont mélodieuses, [et] les paroles sont vraiment intelligentes. »
Ben Brantley du New York Times a noté : « Il n'y ai pas de spectacle en ce moment qui reflète plus astucieusement l'état de cette nation que Bloody Bloody Andrew Jackson … à la fois plus intelligent et plus grossier que la plupart des comédies de Broadway », tandis que son collègue critique du Times, Charles Isherwood, a déclaré que le spectacle « est dans la veine de l'humour post-universitaire désobligeant surtout vu sur The Daily Show et The Colbert Report … et donne en abondance de l'humour grivois pour ceux qui l'apprécie, l'un des ingrédient principal de l'aspect plus "fratboy" des émissions de variété du soir. »
Un critique de San Francisco, à propos de la production ayant joué dans cette ville, a cependant qualifié la comédie musicale d'« une démonstration évidente et réussite de la haine de soi à l'américaine », tandis que Scott Johnson, critique du blog Power Line de Minneapolis–St. Paul a qualifié rétrospectivement la pièce de « la pire chose que j'aie jamais vue joué sur scène, sans aucun doute… extraordinairement peu drôle. »

## Prix et nominations

### Production à Broadway
| Année | Cérémonie de remise des prix | Catégorie                                          | Candidat      | Résultat   |
| ----- | ---------------------------- | -------------------------------------------------- | ------------- | ---------- |
| 2011  | Tony Awards                  | Meilleur livret pour une comédie musicale          | Alex Timbers  | Nomination |
| 2011  | Tony Awards                  | Meilleure scénographie pour une comédie musicale   | Donyale Werle | Nomination |
| 2011  | Astaire Awards               | Meilleur chorégraphe pour un spectacle de Broadway | Danny Mefford | Nomination |